# Nedlloyd Neerlandia (schip, 1977)
De Nedlloyd Neerlandia was een containerschip dat in 1977 gebouwd werd door Stocznia Gdanska im Lenina voor de Koninklijke Nederlandse Stoomboot-Maatschappij (KNSM) als Hollandia. De KNSM fuseerde in 1980 met Nedlloyd en in 1982 werd de naam Nedlloyd Hollandia. Het werd opgeleverd met een Sulzer 10RND90 dieselmotor met 29.000 pk die het schip een vaart gaven van zo'n 21 knopen, terwijl het 1202 TEU kon vervoeren. Het was een zusterschip van de Caribia Express, Cordillera Express, America Express en Alemania Express van Hapag-Lloyd, de Astronomer, Adviser en Author van Harrison Line en de Caraibe van CGM.
Het had een portaalkraan om in kleinere havens zelf te kunnen laden en lossen en was uitgerust met conair, een koelsysteem voor porthole-containers.

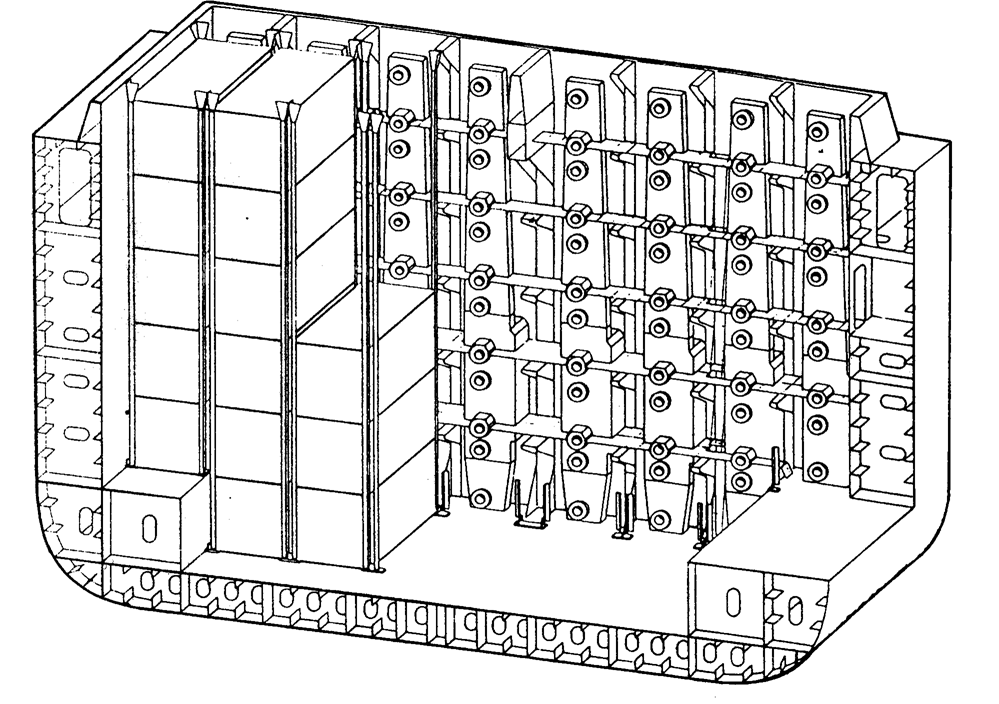
Schematische voorstelling van verticaal conair-systeem

In 1988 werd het schip omgedoopt naar Nedlloyd Neerlandia. In 1997 werd het verkocht aan Istiea Shipping Company en kwam het als Irenes Honour in beheer bij Tsakos Shipping & Trading, kort daarna Infanta en in 1998 weer Irenes Honour. In 2002 arriveerde het schip in China waar het werd gesloopt.